# Onesimo (nome)
Onesimo  è un nome proprio di persona italiano maschile.

## Varianti in altre lingue
- Basco: Onexin[3]
- Catalano: Onèsim[3]
- Antico slavo ecclesiastico: Онисїмъ (Onisimu)[4]
- Francese: Onésime[5]
- Greco antico e biblico: Ονησιμος (Onesimos)[5]
- Greco moderno: Ονήσιμος (Onīsimos)
- Latino: Onesimus[1][5]
- Polacco: Onezym
- Russo: Анисим (Anisim)[5], Онисим (Onisim)[5]
- Spagnolo: Onésimo[3]
  - Femminili: Onésima

## Origine e diffusione

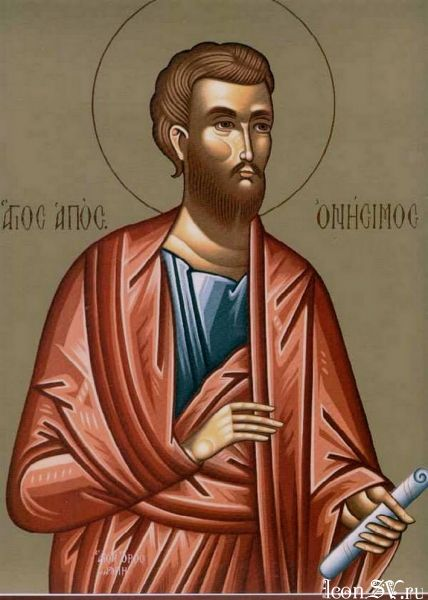
Icona orientale raffigurante sant'Onesimo

Deriva dal greco Ονήσιμος (Onesimos), tratto direttamente da un termine che significa "benefico", "utile", "che dà profitto"; alla stessa radice risale anche il nome Onesiforo.
È un nome biblico, portato da Onesimo, lo schiavo di Filemone che venne convertito da Paolo di Tarso. La diffusione del nome in Italia è scarsissima.

## Onomastico
L'onomastico si festeggia generalmente il 15 febbraio in ricordo del già citato Onesimo, schiavo convertito da Paolo; con questo nome si segnalano anche sant'Onesimo, vescovo di Efeso, commemorato il 16 febbraio, e sant'Onesimo, vescovo di Soissons nel IV secolo, onorato il 13 maggio. 
L'Onesimo biblico viene talvolta considerato la stessa persona del vescovo di Efeso, o ancora viene identificato con un Onesimo che fu vescovo di Berea (quest'ultimo caso, in particolare, molto improbabile).

## Persone
- Onesimo, ceramografo greco antico

### Variante Onésimo
- Onésimo Redondo Ortega, politico spagnolo
- Onésimo Sánchez, calciatore e allenatore di calcio spagnolo
- Onésimo Silveira, scrittore, politico e diplomatico capoverdiano

### Variante femminile Onésima
- Onésima Reyes, cestista cilena